# Coleophora afrohispana
Coleophora afrohispana là một loài bướm đêm thuộc họ Coleophoridae. Nó được tìm thấy ở bán đảo Iberia and in Morrocco.